# Antonio Chabret y Fraga
Antonio Chabret y Fraga (Sagunto, 28 de mayo de 1846-Sagunto, 4 de septiembre de 1907) fue un médico e  historiador, dedicado principalmente a la historia de la ciudad de Sagunto, de la cual fue cronista oficial. 

## Biografía
Estudió Filosofía y Humanidades en el Seminario Conciliar de Valencia, y posteriormente Medicina en la Universidad de Valencia. En el Seminario estableció una relación de amistad con Roque Chabás, compañero suyo, con quién compartiría después la afición por los estudios históricos.
Compaginó la professión de médico en Sagunto y los pueblos de su comarca con el estudio de la historia de la ciudad, llegando a reunir una extensa bibliografía y amplias colecciones arqueológicas. 
En 1888 publicó su Historia de Sagunto, prologada por Teodoro Llorente y que le valió el ingreso en la Real Academia de la Historia.
Publicaría posteriormente numerosos estudios y monografías sobre temas locales y llegaría a escribir el libreto para la ópera El fantasma, de Salvador Giner, estrenada en 1900.